# Gangalang
Gangalang (ou Kangala) est une localité du Cameroun située dans le département du Mayo-Danay et la Région de l'Extrême-Nord, à proximité de la frontière avec le Tchad. Elle fait partie de la commune de Datcheka et du canton de Doukoula.

## Population
En 1967, la localité comptait 1 202 habitants, principalement Toupouri. 
Lors du recensement de 2005, 1 599 personnes y ont été dénombrées.

## Infrastructures
Gangalang est doté d'un collège public (CES).